# Wiaczesław Artiemjew
Wiaczesław Pawłowicz Artiemjew, ros. Вячеслав Павлович Артемьев (ur. 27 sierpnia 1903 w Moskwie, zm. po 1974) – radziecki wojskowy (podpułkownik), dowódca 1602 pułku piechoty 1 Dywizji Piechoty Sił Zbrojnych Komitetu Wyzwolenia Narodów Rosji pod koniec II wojny światowej, emigracyjny naukowiec wojskowości i działacz antykomunistyczny.
W 1918 r. ukończył szkołę w Moskwie, po czym wstąpił do armii bolszewickiej. Brał udział w wojnie domowej z białymi. Służył kolejno w kompanii samochodowej, 2 zapasowym pułku kawalerii i baterii artylerii dywizji specjalnego przeznaczenia. W 1924 r. ukończył 1 moskiewską szkołę kawaleryjską, a następnie został dowódcą zwiadu konnego 41 pułku strzeleckiego. W 1927 r. ukończył szkołę wojskową w Kijowie. Do końca 1933 r. służył jako oficer w 1 samodzielnej brygadzie kawalerii, po czym przeniesiono go do 79 zapasowego pułku wojsk OGPU w Taszkencie. Od 1940 r. był szefem sztabu wojsk ochronnych NKWD karagandyjskich łagrów w stopniu kapitana. Po ataku wojsk niemieckich na ZSRR został 15 września 1941 r. zastępcą szefa oddziału operacyjnego w sztabie 81 Dywizji Kawalerii. Od 11 stycznia 1942 r. dowodził 216 pułkiem kawalerii. 7 czerwca tego roku awansował do stopnia majora, a na pocz. 1943 r. – podpułkownika. W lutym tego roku ukończył szkołę piechoty przy Akademii Wojskowej im. Frunze, po czym objął dowództwo 46 gwardyjskiego pułku kawalerii. Działając na tyłach nieprzyjaciela, 3 września dostał się do niewoli niemieckiej i został osadzony w oflagu. Wkrótce podjął kolaborację z Niemcami. W czerwcu 1944 r. wstąpił do Rosyjskiej Armii Wyzwoleńczej (ROA) gen. Andrieja Własowa i zaczął pracować w szkole propagandystów ROA w Dabendorfie. W lipcu tego roku w stopniu podpułkownika został dowódcą kompanii, a w listopadzie – 1602 pułku piechoty 1 Dywizji Piechoty Sił Zbrojnych Komitetu Wyzwolenia Narodów Rosji. Od 5 marca 1945 r. walczył nad Odrą na czele pułku z Armią Czerwoną. W okresie 5-8 maja jego pułk działał w rejonie Pragi. 11 i 12 maja ppłk W. Artiemiew prowadził rozmowy z dowódcą sowieckiej 162 brygady czołgów w celu zdobycia czasu na przejście jego żołnierzy na tereny zajęte przez Amerykanów. Udało mu się tam przedostać i uniknął repatriacji do ZSRR. W latach 1947–1950 pracował dla okupacyjnej armii amerykańskiej w Niemczech, po czym podjął pracę naukową w Instytucie US Army. Zyskał tytuł profesora nauk wojskowych. Był autorem wielu publikacji, w tym książki pt. Pierwaja diwizija ROA (1974). Jednocześnie działał w emigracyjnych rosyjskich organizacjach antykomunistycznych. Był jednym z organizatorów Związku Flagi Andriejewskiej oraz członkiem Antykomunistycznego Centrum Ruchu Wyzwoleńczego Narodów Rosji.